# النزلة (الفيوم)

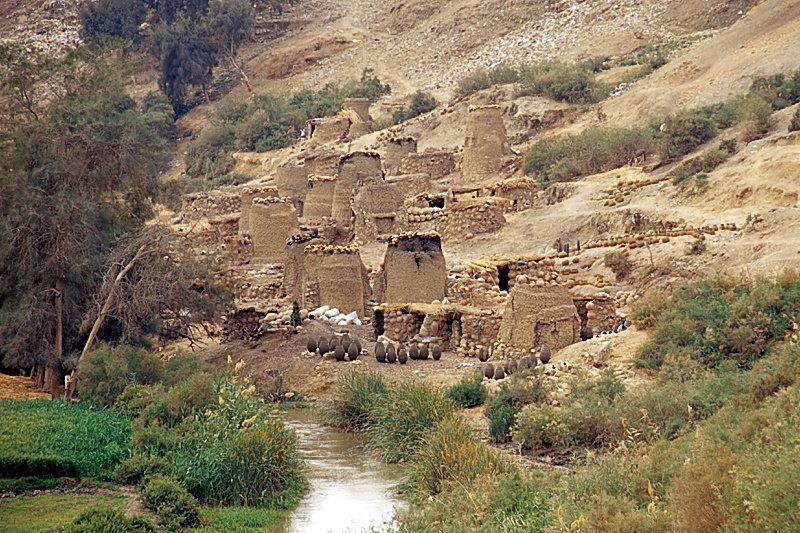

قرية النزلة هي إحدى القرى التابعة لمركز يوسف الصديق في محافظة الفيوم في جمهورية مصر العربية. حسب إحصاءات سنة 2006، بلغ إجمالي السكان في النزلة 25710 نسمة، منهم 13297 رجل و12413 امرأة.

## صور

- شاهد صور لقرية النزلة بالفيوم
- شاهد صور للفيوم